# بيتر فريتز
بيتر فريتز (بالإنجليزية: Peter Fritz)‏ هو شخصية أعمال ورائد أعمال أسترالي، ولد في 4 يناير 1943 في أراد في رومانيا.